# Lucius (Maler)

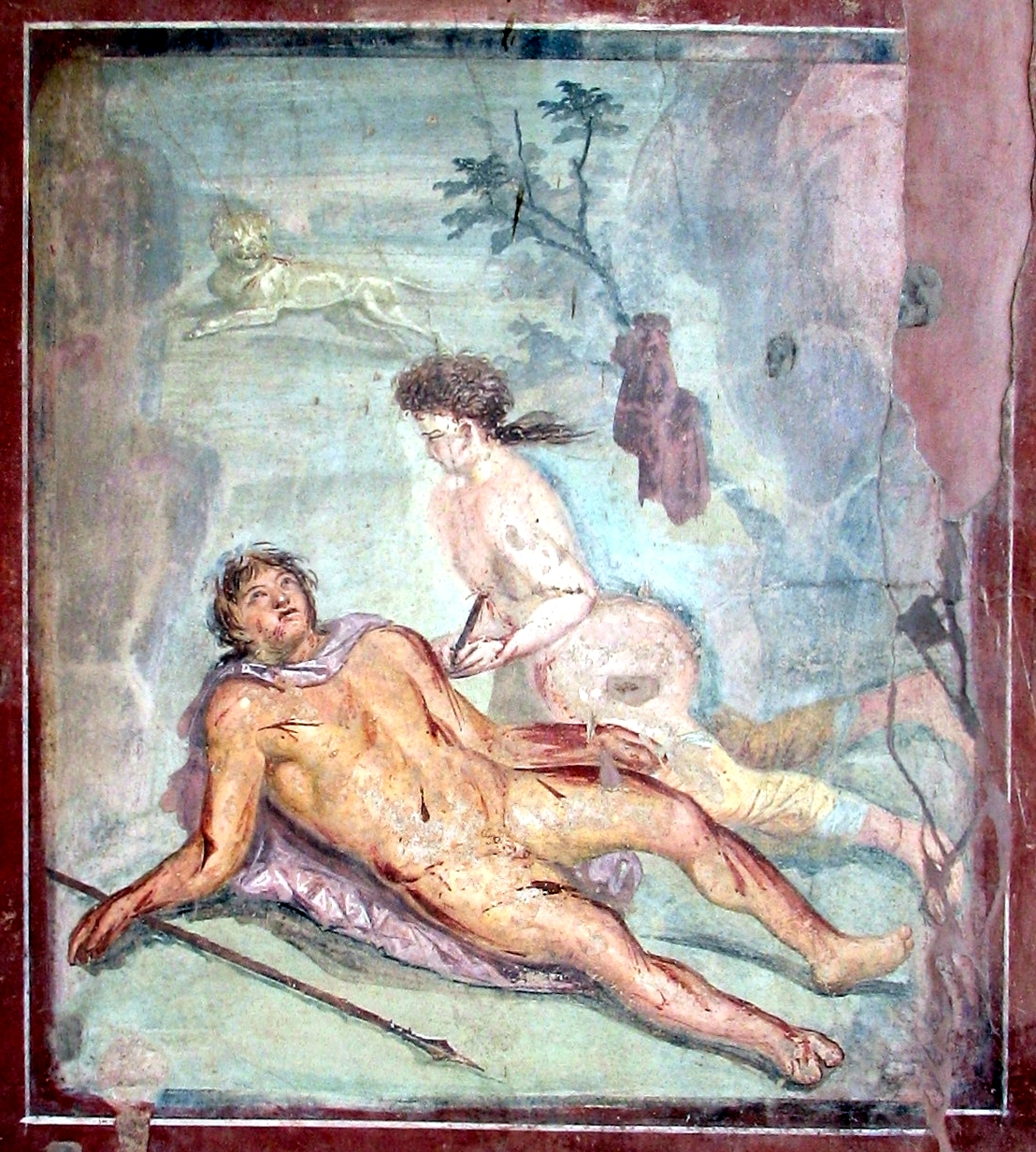
Pyramus und Thisbe

Lucius ist der einzige namentlich bekannte Maler aus Pompeji, dessen Werk mit einiger Wahrscheinlichkeit identifiziert werden kann. Er lebte in den Jahren kurz vor dem Untergang der Stadt im Jahr 79. n. Chr. Seine Werke gehören alle dem 4. Stil an. Lucius ist von einer kurzen Inschrift auf einem steinernen Biclinium in der Casa di Octavius Quartio bekannt: Lucius pinxit, – Lucius malte (dies). Die Inschrift befand sich neben einem Gemälde, das Thisbe zeigt, die Selbstmord begeht, nachdem sie ihren sterbenden Geliebten Pyramus fand. Es ist unsicher, ob die Inschrift sich auf die Bemalung der Bank, oder auf das sich daneben befindliche Gemälde bezieht. In der Forschung wird jedoch in der Tat meist davon ausgegangen, dass sich die Inschrift auf die Ausmalung des ganzen Raums bezieht. Das künstlerisch nicht sehr hochstehende Bild der Thisbe und des Pyramus zeigt im Hintergrund eine Landschaft mit einem Löwen. Vor allem der zu lange Schwanz des Löwen ist auch typisch für diverse andere Tierbilder in Landschaftsdarstellungen von Pompeji und es wurde vermutet, dass alle Bilder mit diesen Eigenschaften dem Lucius zugesprochen werden können. Dies ist in der Forschung nicht unumstritten.

## Galerie anderer möglicher Werke des Lucius

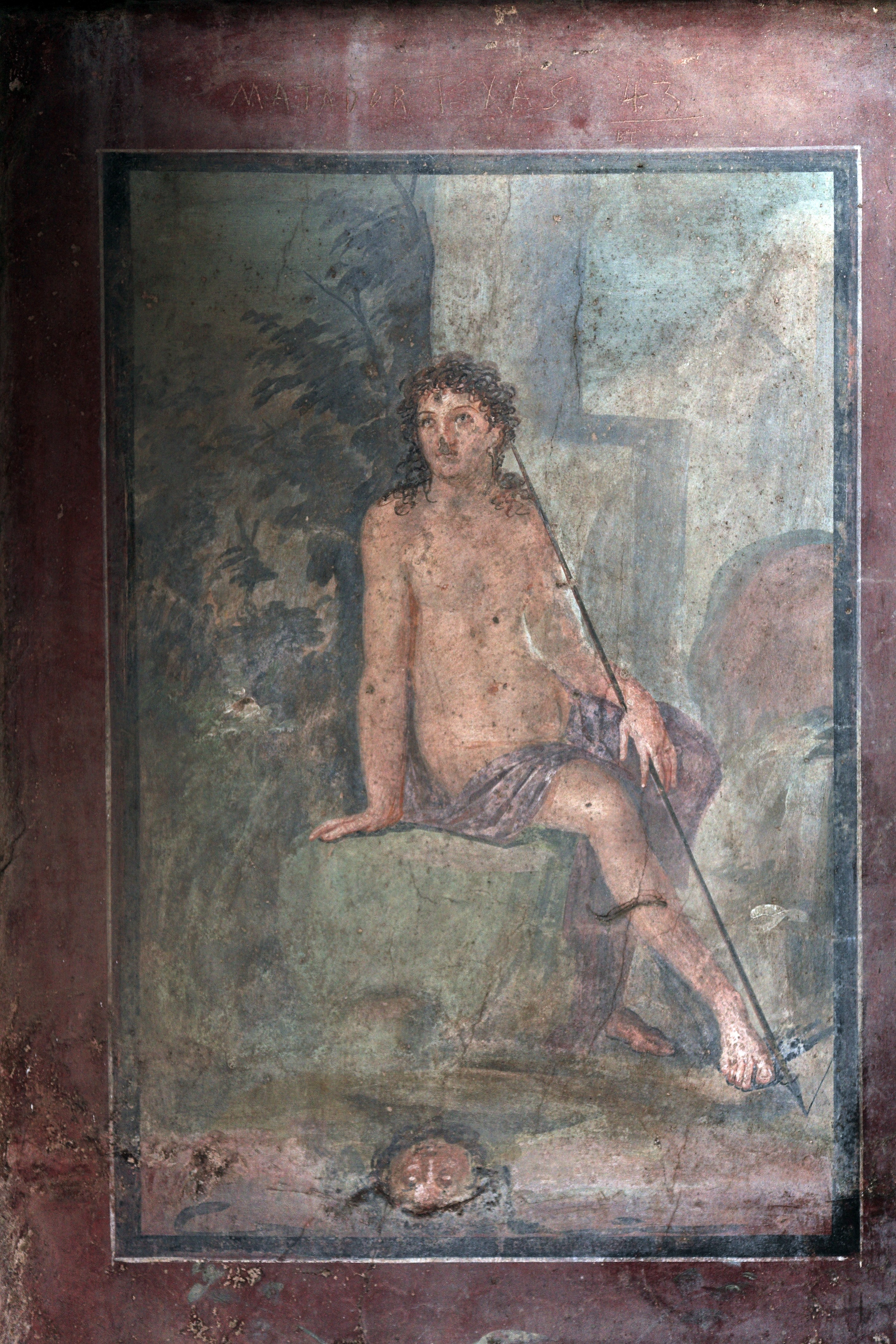
Casa di Octavio Quartio
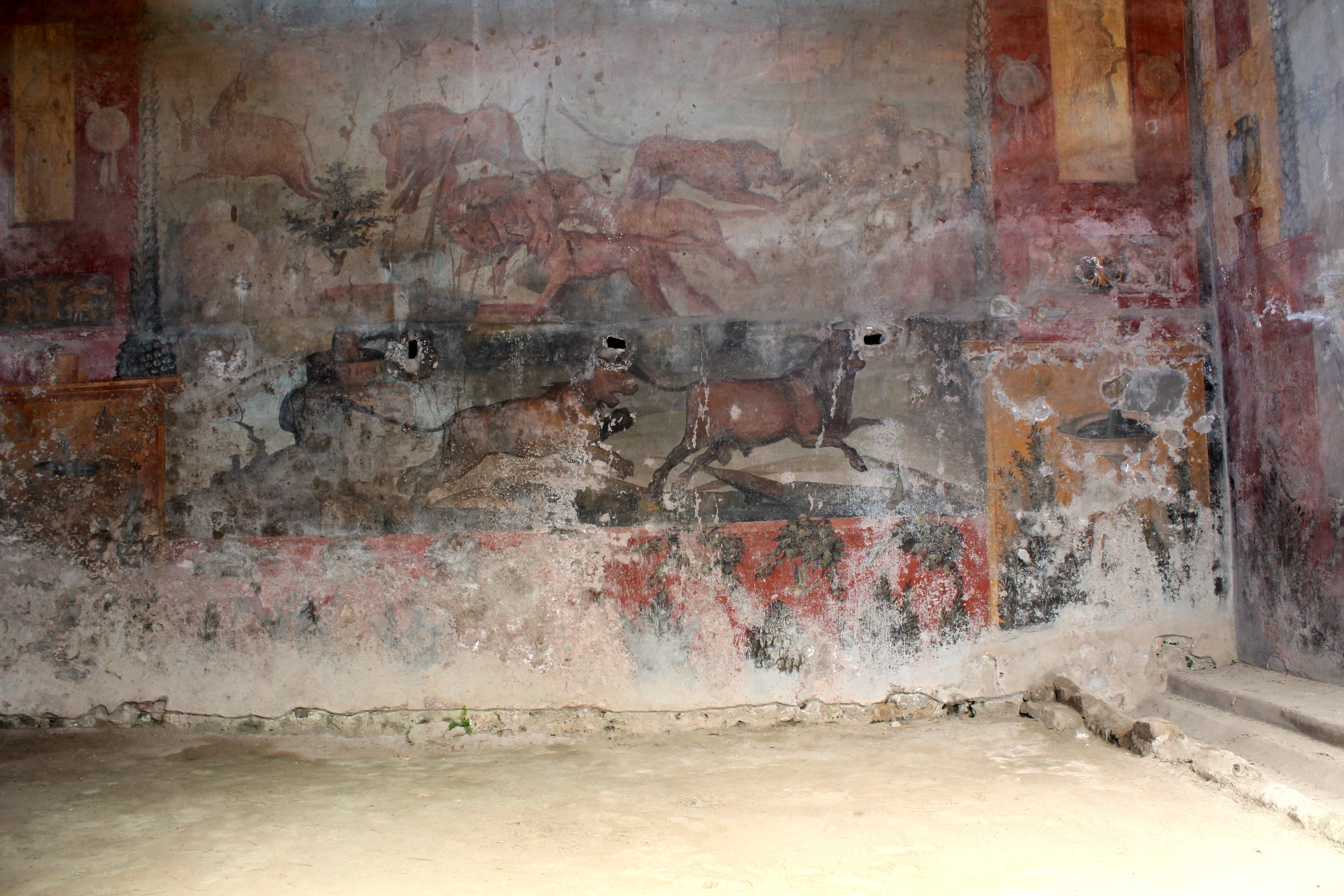
Jagdszene in der Casa dei Cei
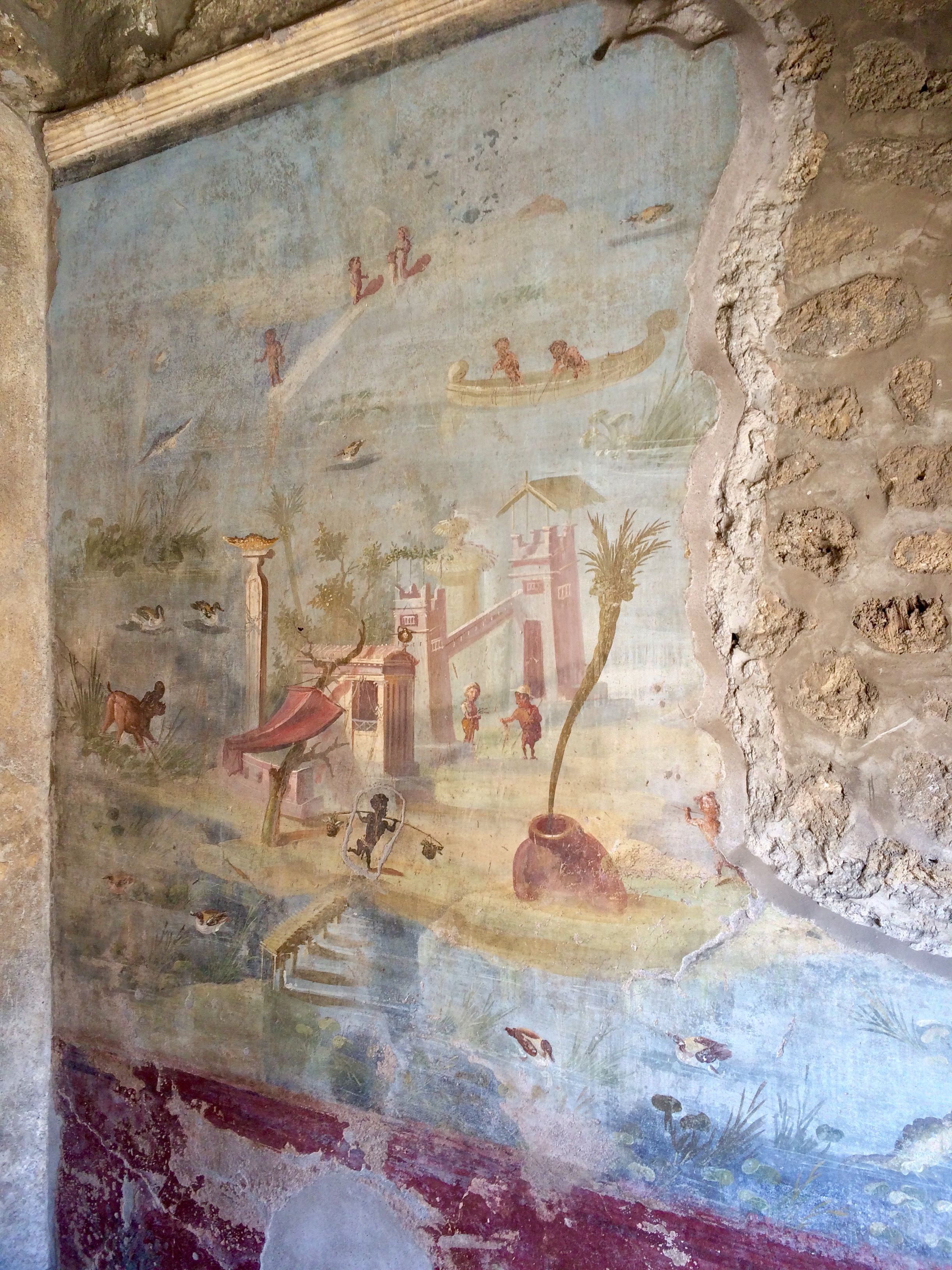
Nillandschaft in der Casa dei Pigmei
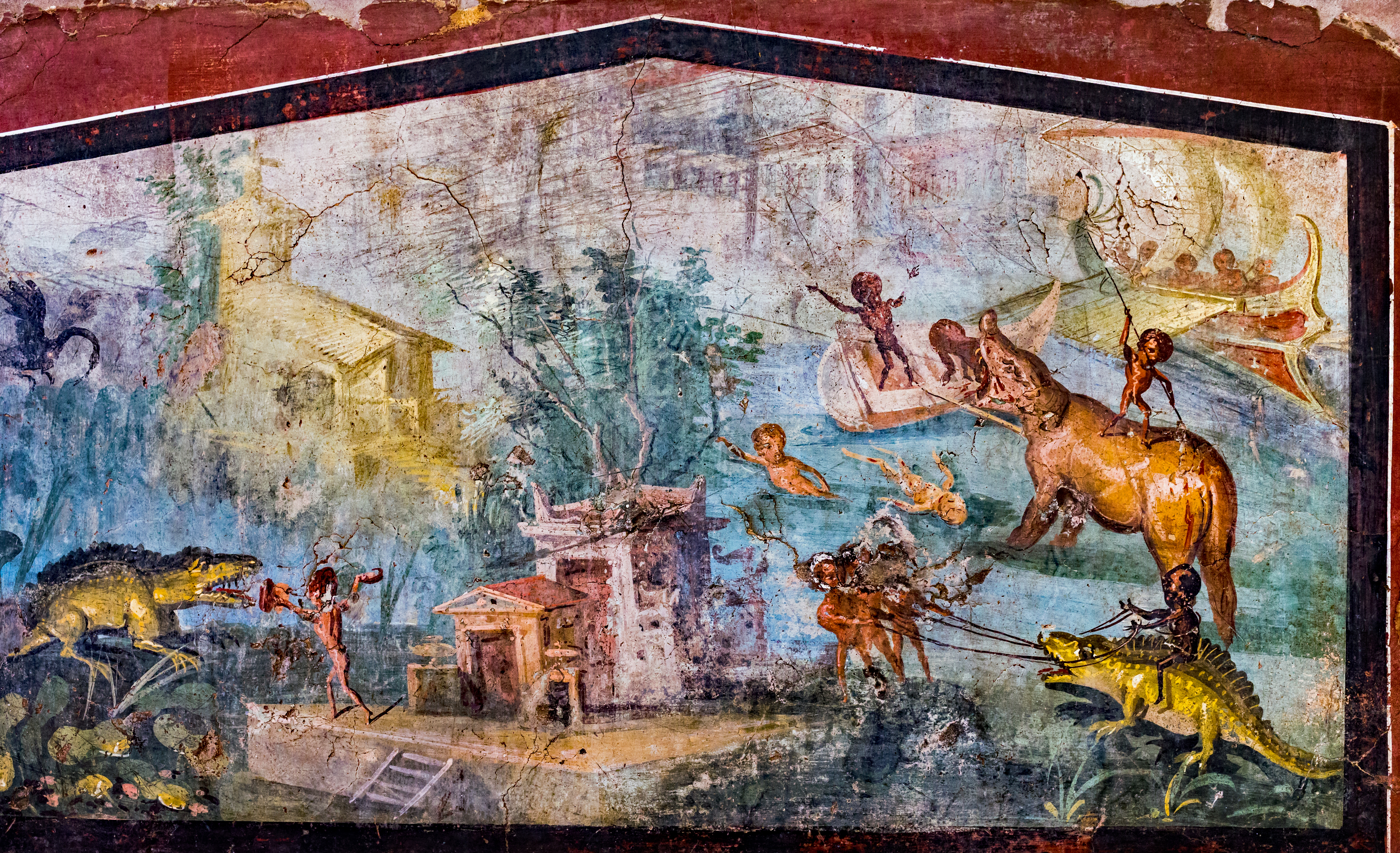
Nillandschaft in der Casa del Medico Nuovo I